# ジャパンレールパス
ジャパン・レール・パス（英語: JAPAN RAIL PASS）とは、日本国以外からの訪日外国人旅行を対象に、JRグループ各社が発行するJR各社の鉄道・路線バスが乗り降り自由で利用できる特別企画乗車券である。

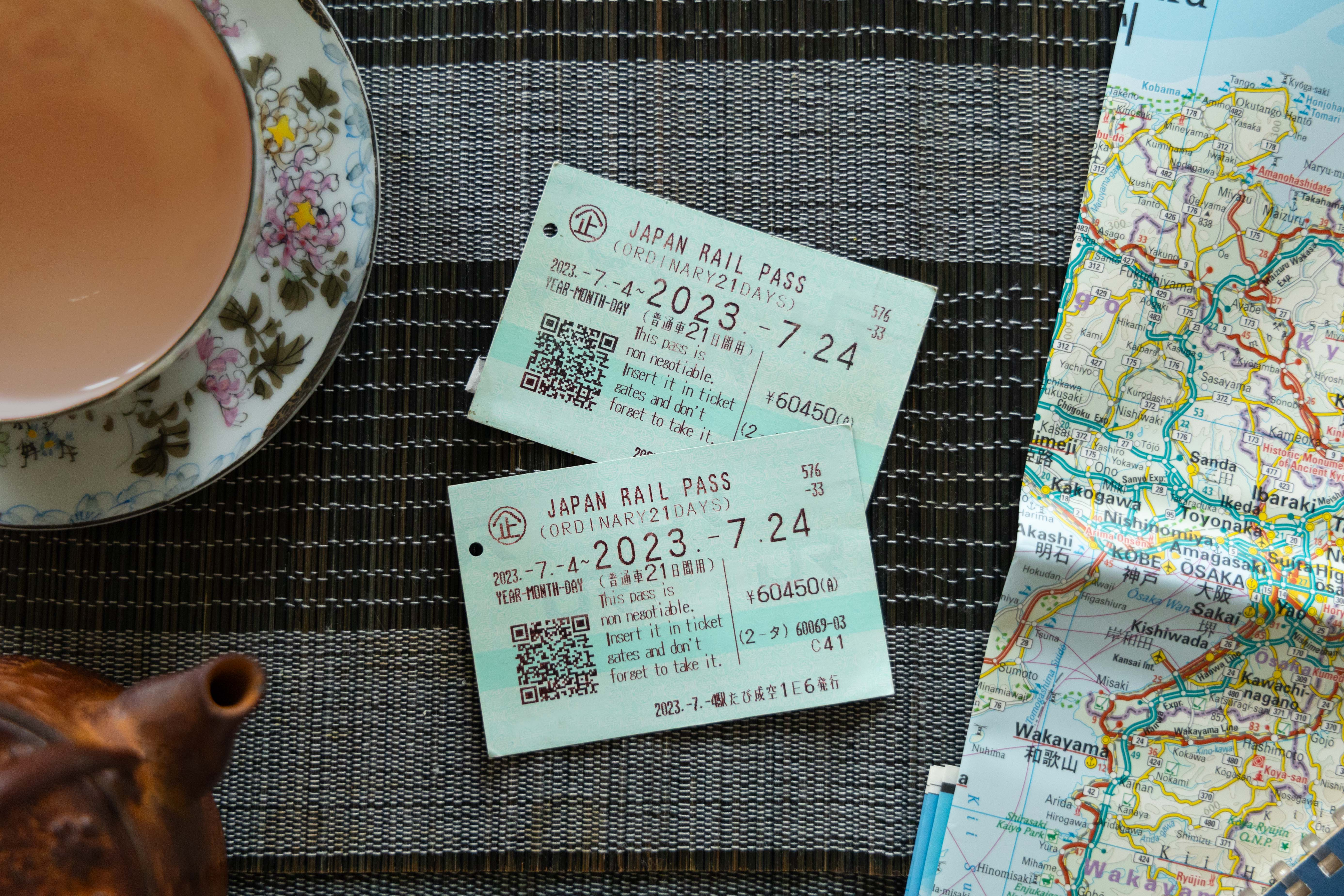
ジャパンレールパス

観光目的で日本に短期滞在する外国人、および外国に10年以上の長期滞在をする日本人が購入できる。基本的には日本国外の代理店で引換券を購入し、日本国内の引換所でパスポートと引換証を提示してパスに交換する。2017年3月8日から2021年3月31日までは 日本国内の50余りの場所でも購入できた。ただし日本国内の販売は外国人対象に限られ、また日本国内で購入する料金は国外より高めに設定されていた。
2020年6月1日より、外国人に限り、公式サイト上からインターネットで直接購入できるようにし、そのまま指定席の予約ができるようになった（ただし、日本入国時に利用資格の確認、パス本券への交換手続きは従来通り必要となる）。また、パスを自動改札機で直接入出場できるようにし、みどりの窓口以外にも、指定席券売機で乗客が直接指定券の発券ができるようになった。価格は、日本国内での購入額と同一となる。

## 過去の取り扱い
2017年3月7日以前までは、基本的に、日本国外のJR指定発売店および代理店（旅行会社・航空会社等）でのみ発売されており、日本国内では購入できなかった（例外として、2002年FIFAワールドカップが開催された際に、2002年5月20日ー6月30日の間のみ、当パスを日本国内の駅および指定旅行会社店舗で発売＜国外販売時と同一価格、ただし利用開始日は同年5月26日ー6月30日に限定＞、併せて、同一販売期間に、日本国以外の旅券保持者を対象に有効期間を5日間、利用対象を特急・急行・普通列車の自由席のみとした『2002 FOOTBALL PASS』（大人22,000円、子供11,000円）、またJR東日本管轄地区において『JR EAST PASS』を国内発売したことはあった）が、同8日から2019年3月31日（利用は7日間用同年4月6日、14日間用同13日、21日間用同20日）までの予定で国内16か所の駅 でも購入可能となった。

## 利用資格
下記の条件のいずれかに当てはまる者だけに、購入および利用資格がある。
- 日本の外国人であって
  - 外国から「短期滞在」の入国資格により、観光目的で訪れている短期旅行者。「商用」「留学」「外交官」「特命全権大使」「在日米軍兵士」「在留カード保持者」の場合は、認められない。
- 日本国籍保持者で、日本国の旅券及び「在留期間が連続して10年以上であることを確認できる書類で、在外公館で取得したもの等」（以下のうち1つ）を有する者[9]。
  1. 在外公館が交付する「在留届の写し」（在留届の受付日付が 10 年以上前のものに限る。）
  2. 在外公館が発行する「在留証明」（「現住所に住所（または居所）を定めた年月日」として、10 年以上前の年月が記載されたものに限る。）
  3. なお、当面の間、特例として、「アメリカ合衆国、ブラジル、カナダに限り、在留国が発行する永住カード（当該国に10年以上在留していることが記載されたものに限る。）」も確認書類として利用可能。
    - 日本国籍保有者については、当初2017年6月1日-2020年12月31日の間に購入、2021年3月30日までに日本国内で引き換える場合利用可能とされていたが、その後変更され、2023年12月31日までの購入、2024年3月30日までの引換に延長された[10]。ただし日本国外での購入に限り可能で、日本国内で購入利用することは不可。
    - 引換証購入の時点で在留期間が10年に満たない小児(12 歳未満)については、1の一通の「在留届の写し」において「在留期間が連続して10年以上である」人物と同居していることが確認でき、かつその人物と一緒にジャパン・レール・パスを利用する場合、利用資格を満たす。
    - いずれも、同じ日本国総領事館の管轄区域（日本国大使館直轄区域含む）内で10年間居住している事を証明する必要がある。
    - 上記1,2については、交付または発行から6か月以内のもののみ有効。

なお、日本国籍保持者については、2017年3月31日の引換証発売（日本国内での引換は2017年6月30日まで）をもって一度は発売を終了 したものの、上記の通り同年6月1日より条件を変更して発売を再開した。
2004年（平成16年）3月31日まで、10年以上日本国外に移住しているが永住権を持たない日本国籍保持者にもパスの購入利用資格があったが、同年4月1日からこの条項は撤廃された。

## 種別と価格
ジャパン・レール・パスにはグリーン車用と普通車用（指定席）の2種類があり、さらにそれらが7日、14日、21日間用パスに分かれている。すべて使用開始日からの連続した日数が有効期限となる。運賃・料金は日本円建てで設定されており、日本国外での購入の場合、引換証発行時の為替レートで購入地の現地通貨での価格に換算、発売される。なお引換券は購入から3か月以内に日本国内でパスの交付を受けるか、発売箇所で手数料（10%）を払って払い戻さないと無効になる。利用開始日は、パスの交付時に、その日から1か月以内の任意の日に設定可能だが、一旦設定した利用開始日はいかなる理由があろうと変更不可。また、交付されたパスは利用開始日前までは払い戻しが可能（手数料10%）だが、開始日以降はたとえ未使用でも払い戻し不可。また紛失した場合（盗難、引換券の紛失も含む）の再発行も不可。
2019年10月1日発売分より消費税増税に伴い料金改定が行われた。
国外販売価格
| 種類       | 区分 | 7日間    | 14日間   | 21日間   |
| ---------- | ---- | -------- | -------- | -------- |
| グリーン車 | 大人 | 39,600円 | 64,120円 | 83,390円 |
| グリーン車 | 子供 | 19,800円 | 32,060円 | 41,690円 |
| 普通車     | 大人 | 29,650円 | 47,250円 | 60,450円 |
| 普通車     | 子供 | 14,820円 | 23,620円 | 30,220円 |

国内販売価格（Web販売サービス含む）
| 種類       | 区分 | 7日間    | 14日間   | 21日間   |
| ---------- | ---- | -------- | -------- | -------- |
| グリーン車 | 大人 | 44,810円 | 72,310円 | 91,670円 |
| グリーン車 | 子供 | 22,400円 | 36,150円 | 45,830円 |
| 普通車     | 大人 | 33,610円 | 52,960円 | 66,200円 |
| 普通車     | 子供 | 16,800円 | 26,480円 | 33,100円 |

2023年10月1日発売分より料金改定が行われる。
| 種類       | 区分 | 7日間    | 14日間    | 21日間    |
| ---------- | ---- | -------- | --------- | --------- |
| グリーン車 | 大人 | 70,000円 | 110,000円 | 140,000円 |
| グリーン車 | 子供 | 35,000円 | 55,000円  | 70,000円  |
| 普通車     | 大人 | 50,000円 | 80,000円  | 100,000円 |
| 普通車     | 子供 | 25,000円 | 40,000円  | 50,000円  |

## 乗車できる路線
鉄道
旅客鉄道各社の新幹線（のぞみ・みずほを除く）・特急・急行・快速を含む全列車。
- 2010年10月21日より：羽田空港の国際線拡張に伴い、東京モノレールの全路線も利用できる。
- 以下の列車・鉄道車両には本券のみでは乗車できない。
  - 新幹線「のぞみ」、「みずほ」。利用する際には専用オプション券を追加で購入する必要がある（2023年10月1日より）。専用オプション券は普通車自由席用の他に座席数を限定してグリーン車用（グリーン車用のパス利用者のみ）、普通車指定席用の発売がある。
  - 上記以外の私鉄・地下鉄・公営鉄軌道線全線（私鉄、地下鉄など）。別途運賃が必要になる。ただし二重戸籍区間のうち、東京メトロ千代田線の綾瀬駅 - 北千住駅間やのと鉄道七尾線七尾駅 - 和倉温泉駅間の普通列車（観光列車「のと里山里海号」を除く）は乗車できるが、井原鉄道井原線総社駅 - 清音駅間は乗車できない。
  - なおJRと直通運転をしている私鉄、地下鉄線については、JR線内のみパスが有効で、他社線ではJRとの境界駅から他社線の下車駅までの運賃などが以下の特例を除き請求される。
    - 2010年12月4日より：途中下車しない通過利用に限り、青い森鉄道線八戸駅 - 青森駅間が利用できる（JR線と接続する青森駅・野辺地駅・八戸駅の各駅は途中下車できる。それ以外の駅から乗車・下車した場合は乗車した全区間の青い森鉄道の運賃が必要になる）。
    - 2015年3月14日より：途中下車しない通過利用に限り、あいの風とやま鉄道線富山駅 - 高岡駅間が、IRいしかわ鉄道線金沢駅 - 津幡駅間がそれぞれ利用できる（JR線と接続する富山駅・高岡駅・津幡駅の各駅は途中下車でき、金沢駅はのりかえ改札口または改札外乗り換えとなる。それ以外の駅から乗車・下車した場合は乗車した全区間のあいの風とやま鉄道・IRいしかわ鉄道の運賃が必要になる）。
    - 2024年3月16日より：途中下車しない通過利用に限り、ハピラインふくい線福井駅 - 越前花堂駅間が利用できる（JR線と接続する越前花堂駅は途中下車でき、福井駅はのりかえ改札口または改札外乗り換えとなる。それ以外の駅から乗車・下車した場合は乗車した全区間のハピラインふくいの運賃が必要になる）。
    - このため高岡駅 - 津幡駅間、敦賀駅 - 越前花堂駅間の利用ができない点が青春18きっぷと取り扱いが異なる。

- 以下の車両に乗車するには追加料金が必要となる。
  - 寝台車。利用する際には、寝台料金＋特急・急行料金が請求される。ただし、"ノビノビ座席"は『普通車指定席』であるため、追加料金は不要。
  - グランクラス・DXグリーン車・プレミアムグリーン車・スーペリアグリーン車。利用する際には、料金が請求される。
  - コンパートメント席（個室）。利用する際には、追加料金が請求される。
  - ホームライナーなどの乗車整理券・ライナー券が必要な列車。利用する際には、追加料金が請求される。但し、ホームライナー大垣、ホームライナー瑞浪のグリーン車、JR北海道で運行されているホームライナーのグリーン車は指定席扱いなのでグリーン車用であれば追加料金なしで利用可能。
  - JR東日本の普通列車グリーン車についてはグリーン車用の切符のみ有効。車内改札の際に本パスを提示すれば座席上部のランプが赤色から緑色に切り替わる。なお普通車用の切符を所持している場合は車内改札の際にグリーン料金をグリーンアテンダントに支払うか、あらかじめ駅の券売機等でSuicaグリーン券を購入する必要がある。
  - 特急「日光」「きぬがわ」、「踊り子」「サフィール踊り子」、「富士回遊」、「しらゆき」、「ふじさん」、「南紀」、「はしだて」、「スーパーはくと」、「スーパーいなば」、「しまんと」、「あしずり」など、私鉄直通特急の私鉄部分は別途運賃・料金が必要。ただし特急「能登かがり火」、「花嫁のれん」は上記の特例により追加運賃・追加料金は不要である。

BRT
- 気仙沼線・大船渡線BRT（JR東日本）
- 日田彦山線BRT（JR九州バス）

路線バス
- JR北海道バス・JRバス東北・JRバス関東・西日本JRバス・中国JRバス・JR四国バス・JR九州バスの一般路線バス全路線。
- 徳島バスが運行する高速バス「室戸・生見・阿南 - 大阪線」のうち阿南 - 海部高校前間 
  - 牟岐線においてJR四国と徳島バスの共同経営が行われており、特別企画乗車券を含めたJR乗車券で、当該区間の徳島バスが利用可能となっている。

航路
JR西日本宮島フェリーの宮島航路
2023年10月1日以降、宮島へ船舶で渡る際に宮島訪問税の課税が開始されたが、税金分は別途支払いの必要がある。

### 過去に乗車できた路線
路線バス
以前はJR東海バスの一般路線バスや高速バス路線も利用できたが、JR東海バスの一般路線バスは2009年9月30日の撤退に伴い利用不可となり、高速バス路線は2013年4月1日引替分から乗車不可となった。
- 以前利用できた高速バス路線は次の通りであった。
  - 札幌 - 小樽（札樽線、JR北海道バス運行便に限る）
  - 盛岡 - 弘前（ヨーデル号）
  - 東京 - 名古屋（東名ハイウェイバス）
  - 東京 - 京都 - 大阪（ドリーム号）（プレミアムドリーム号・青春エコドリーム号は利用不可）
  - 東京 - つくばセンター（つくば号）
  - 名古屋 - 京都（名神ハイウェイバス）
  - 名古屋 - 大阪（名神ハイウェイバス）
  - 大阪 - 津山（中国ハイウェイバス）
  - 大阪 - 加西フラワーセンター（中国ハイウェイバス）

## 類似商品
JR北海道、JR東日本、JR東海、JR西日本、JR四国、JR九州が発行する基本的に自社線のみ（一部は指定された他社線を含む）のレールパスもある。JR東海のものは周遊きっぷの形態であり、ジャパンレールパス及び他の5社が発行するレールパスとは性質が異なる。
ジャパン・レール・パスと同様の日本国外の代理店での販売のほか、日本国内でも発売各社の一部の駅で販売している。規定や有効期限は各社により異なる（後述）。ただし、購入は短期滞在の外国人のみに限定されている。なお、JR EAST PASSは外国人（在留資格に関わらず）に限定されている。

### Hokkaido Rail Pass
JR北海道線全線、およびジェイ・アール北海道バスのバス路線に乗車可能（ただしバス路線のうち、札幌 - 旭川、紋別、帯広・十勝川温泉、キロロ各区間と一部不定期路線を除く。札幌 - 小樽はジェイ・アール北海道バス運行便に限る）。また、グリーン車、普通車用ともに、利用開始から10日間以内の4日間のみ利用可能な「フレキシブル4日間用パス」も設定している。寝台車の利用については、ジャパン・レール・パス同様、寝台料金と特急料金を払えば可能。2009年4月1日より料金改定。
| 種類       | 区分 | 3日間    | 5日間    | 7日間    | フレキシブル4日間 |
| ---------- | ---- | -------- | -------- | -------- | ----------------- |
| グリーン車 | 大人 | 21,500円 | 27,000円 | 30,000円 | 27,000円          |
| グリーン車 | 子供 | 10,750円 | 13,500円 | 15,000円 | 13,500円          |
| 普通車     | 大人 | 16,500円 | 22,000円 | 24,000円 | 22,000円          |
| 普通車     | 子供 | 7,500円  | 9,250円  | 11,000円 | 9,250円           |

### JR East Pass
JR東日本が発行する。2013年7月1日に商品内容が大幅に改定され、2016年4月1日に商品内容が再改定され、「東北エリア」「長野・新潟エリア」としてリニューアルされた。
2013年6月30日までの発売分については、ジャパン・レール・パスにも設定のない、普通車用Youth Fare（12歳 - 25歳）を設定、また、グリーン車、普通車用ともに、利用開始から1か月以内の4日間のみ利用可能な"Flexible 4-day Pass"も設定していた。2013年7月1日発売分より、以下のように内容が変更され利用開始から14日以内の5日間のみ利用可能な"Flexible 5-day Pass"のみとなり、グリーン車、ユース用の設定は無くなった。
JR東日本線全線（BRT含む）、伊豆急行線、北越急行線全線、青い森鉄道線全線、IGRいわて銀河鉄道線全線、東京モノレール線全線、仙台空港鉄道線全線、東京臨海高速鉄道線（りんかい線）、えちごトキめき鉄道妙高はねうまライン新井 - 直江津間 の特急（新幹線を含む）・急行列車・普通列車及び伊豆急行・東武鉄道直通特急の普通車指定席、ジェイアールバス東北とジェイアールバス関東の一般路線バスが利用できる。「はやぶさ」「こまち」の普通車指定席も利用可能。
ちなみに表内の料金は日本国外での代理店で買った場合の早期購入優待料金であり、日本国内の指定窓口で買った場合は割高になる。
| 区分 普通車のみの設定 | 東北エリア | 長野・新潟エリア |
| --------------------- | ---------- | ---------------- |
| 大人                  | 19,000円   | 17,000円         |
| 子供                  | 9,500円    | 8,500円          |

### Hokuriku Arch Pass
JR東日本とJR西日本が2016年4月1日から発行する。有効期間は7日間。成田空港 - 東京間の各駅、東京都区内のJR各駅、東京モノレール線全線、北陸新幹線全線、小浜線を除く西日本旅客鉄道金沢支社管内のJR在来線全線、のと鉄道七尾 - 和倉温泉間、アーバンネットワークの一部路線の特急（北陸新幹線を含む）・急行列車・普通列車の普通車指定席が利用できる。あいの風とやま鉄道線富山 - 高岡間とIRいしかわ鉄道は通過利用する場合に限り乗車できる。在来線特急列車の利用は「成田エクスプレス」「サンダーバード」の普通車指定席、「はるか」の普通車自由席がそれぞれ利用可能。なお、「きのさき」「くろしお」などの他の特急列車は利用できない。
ちなみに表内の料金は日本国外での代理店で買った場合の早期購入優待料金であり、日本国内の指定窓口で買った場合は割高になるので注意。
| 区分 普通車のみの設定 | 7日      |
| --------------------- | -------- |
| 大人                  | 24,440円 |
| 子供                  | 12,220円 |

### Tourist Pass
JR東海では「富士山・静岡エリア周遊きっぷ」、「高山・北陸エリア周遊きっぷ」、「伊勢・熊野・和歌山エリア周遊きっぷ」、「アルペン・高山・松本エリア周遊きっぷ」(冬季は発売休止)の4種類を発行。有効期限は5日間（「富士山・静岡エリア」のみ3日間）に固定されている。
在来線特急・普通列車の普通車自由席に乗車可能（ただし「高山・北陸エリア」、「伊勢・熊野・和歌山エリア」は指定券が4回まで発行可能、「高山・北陸エリア」は北陸新幹線富山 - 金沢間に乗車可能）。全エリアの東海道新幹線・ホームライナーと「富士山・静岡エリア」の特急ふじさん号（自由席不連結）への乗車は別途料金が必要。
| 区分 普通車のみの設定 | 富士山・静岡エリア | アルペン・高山・松本エリア | 高山・北陸エリア | 伊勢・熊野・和歌山エリア |
| --------------------- | ------------------ | -------------------------- | ---------------- | ------------------------ |
| 大人                  | 4,500円            | 17,500円                   | 14,000円         | 11,000円                 |
| 子供                  | 2,250円            | 8,750円                    | 7,000円          | 5,500円                  |

### JR West Rail Pass
JR西日本では「関西エリアパス」、「関西ワイドエリアパス」、「関西・広島エリアパス」、「山陽・山陰エリアパス」、「関西・北陸エリアパス」、「北陸エリアパス」、「関西・山陰エリアパス」、「広島・山口エリアパス」、「岡山・広島・山口エリアパス」、「JR西日本オールエリアパス」、「関西ミニパス」、「鳥取・松江パス」の12種類を発行。「関西エリアパス」は普通列車と「はるか」の自由席、および京都市営地下鉄の地下鉄一日券（Kansai Area Pass）と京阪電車のKYOTO SIGHTSEEING PASS［Kansai Area Pass］のみに限定されており、新幹線は利用することができない。
一方、「関西ワイドエリアパス」「山陽・山陰エリアパス」「関西・広島エリアパス」「関西・北陸エリアパス」「関西・山陰エリアパス」、「広島・山口エリアパス」「岡山・広島・山口エリアパス」の場合、ジャパン・レール・パスでは利用できない山陽新幹線の「のぞみ」「みずほ」も利用可能。また、「北陸エリアパス」「関西・北陸エリアパス」の場合はエリア内での北陸新幹線の利用も可能。いずれもグリーン車用の設定はない。
海外の指定旅行代理店で引換券を購入するか、JRオンライン予約、もしくは日本の旅行代理店での購入が可能。ただし、「関西ミニパス」と「鳥取松江パス」は海外の指定旅行代理店のみ購入可能でJRオンライン予約も不可。
| 種類                   | 区分 | 1日間   | 2日間   | 3日間   | 4日間   | 5日間    | 7日間    |
| ---------------------- | ---- | ------- | ------- | ------- | ------- | -------- | -------- |
| 関西エリア             | 大人 | 2,800円 | 4,800円 | 5,800円 | 7,000円 | -        | -        |
| 関西エリア             | 子供 | 1,400円 | 2,400円 | 2,900円 | 3,500円 | -        | -        |
| 関西ワイドエリア       | 大人 | -       | -       | -       | -       | 12,000円 | -        |
| 関西ワイドエリア       | 子供 | -       | -       | -       | -       | 6,000円  | -        |
| 関西・広島エリア       | 大人 | -       | -       | -       | -       | 17,000円 | -        |
| 関西・広島エリア       | 子供 | -       | -       | -       | -       | 8,500円  | -        |
| 山陽・山陰エリア       | 大人 | -       | -       | -       | -       | -        | 23,000円 |
| 山陽・山陰エリア       | 子供 | -       | -       | -       | -       | -        | 11,500円 |
| 関西・北陸エリア       | 大人 | -       | -       | -       | -       | -        | 19,000円 |
| 関西・北陸エリア       | 子供 | -       | -       | -       | -       | -        | 9,500円  |
| 北陸エリア             | 大人 | -       | -       | -       | 7,000円 | -        | -        |
| 北陸エリア             | 子供 | -       | -       | -       | 3,500円 | -        | -        |
| 関西・山陰エリア       | 大人 | -       | -       | -       | -       | -        | 18,000円 |
| 関西・山陰エリア       | 子供 | -       | -       | -       | -       | -        | 9,000円  |
| 広島・山口エリア       | 大人 | -       | -       | -       | -       | 15,000円 | -        |
| 広島・山口エリア       | 子供 | -       | -       | -       | -       | 7,500円  | -        |
| 岡山・広島・山口エリア | 大人 | -       | -       | -       | -       | 17,000円 | -        |
| 岡山・広島・山口エリア | 子供 | -       | -       | -       | -       | 8,500円  | -        |
| JR西日本 オールエリア  | 大人 | -       | -       | -       | -       | -        | 26,000円 |
| JR西日本 オールエリア  | 子供 | -       | -       | -       | -       | -        | 13,000円 |
| 関西ミニ               | 大人 | -       | -       | 3,000円 | -       | -        | -        |
| 関西ミニ               | 子供 | -       | -       | 1,500円 | -       | -        | -        |
| 鳥取・松江             | 大人 | -       | -       | 4,000円 | -       | -        | -        |
| 鳥取・松江             | 子供 | -       | -       | 2,000円 | -       | -        | -        |

### ALL SHIKOKU Rail Pass
JR四国が発売し、JR四国（児島駅を含む）・土佐くろしお鉄道全線の特急・普通列車の普通車自由席・指定席、阿佐海岸鉄道全線、高松琴平電気鉄道・伊予鉄道・とさでん交通の鉄道線全線に乗車可能。ただし「サンライズ瀬戸」号には四国内、四国 - 児島駅間の発着であっても乗車できない。バスにも乗車できないが、ジェイアール四国バスが運行する高速バスで松山 - 高知間を結ぶなんごくエクスプレス号では割引運賃が適用される（ホエールエクスプレス号は割引不可）。
ちなみに表内の料金は日本国外での代理店で買った場合の早期購入優待料金であり、日本国内の指定窓口で買った場合は割高になるので注意。
| 区分 普通車のみの設定 | 2日間   | 3日間   | 4日間   | 5日間    |
| --------------------- | ------- | ------- | ------- | -------- |
| 大人                  | 7,400円 | 8,500円 | 9,400円 | 10,000円 |
| 子供                  | 3,700円 | 4,250円 | 4,700円 | 5,000円  |

### Kyushu Rail Pass
JR九州線普通座席車のみの設定。九州内であってもJR西日本管轄の山陽新幹線および博多南線は乗車不可。九州新幹線区間内「みずほ」については利用可能。
| 区分 普通車のみの設定 | 北部九州版 3日間 | 北部九州版 5日間 | 全九州版 3日間 | 全九州版 5日間 |
| --------------------- | ---------------- | ---------------- | -------------- | -------------- |
| 大人                  | 8,500円          | 10,000円         | 15,000円       | 18,000円       |
| 子供                  | 4,250円          | 5,000円          | 7,500円        | 9,000円        |